# Aaron Ciechanover
Aaron Ciechanover (en hebreu: אהרון צ'חנובר Aharon Txihànover) (Haifa, 1947) és un biòleg israelià, guardonat amb el Premi Nobel de Química l'any 2004.

## Biografia
Va néixer l'1 d'octubre de 1947 a la ciutat de Haifa, en una família polonesa jueva que fugí del seu país després de la Segona Guerra Mundial. Va estudiar medicina a la Universitat Hebrea de Jerusalem, on es va llicenciar el 1974, i posteriorment va realitzar el doctorat en biologia a l'Institut Tecnològic d'Israel - Technion l'any 1981. Actualment és docent al departament de bioquímica i dirigeix l'Institut Rappaport d'Investigació en medicina al Technion.

## Recerca científica
Interessat en la degradació de les proteïnes, al costat d'Avram Hershko en el seu Laboratori de recerca al Technion observà com aquesta degradació era regulada per l'ubiquitina, una petita proteïna que apareix de manera natural a les cèl·lules eucariotes. Per aquest descobriment l'any 2004 fou guardonat, juntament amb Avram Hershko i Irwin Rose, amb el Premi Nobel de Química.